# Гегучадзе, Гия
Георгий (Гия) Робертович Гегучадзе (груз. გიორგი (გია) რობერტის ძე გეგუჩაძე; 20 июня 1965, Кутаиси, Грузинская ССР) — советский футболист, грузинский футбольный тренер. Чемпион Грузии.

## Карьера игрока
В молодости выступал во второй лиге чемпионата СССР за тбилисские «Локомотив» и «Шевардени».

## Тренерская карьера
В сезоне 2004/05 возглавлял тбилисское «Динамо», вывел команду в групповой этап Кубка УЕФА.
В декабре 2008 года возглавил «Зестафони», в сезоне 2010/11 привёл его к первому в истории клуба титулу чемпиона Грузии, в сезоне 2011/12 вывел команду в плей-офф Лиги Европы, но после разногласий с руководством в конце августа 2011 года покинул клуб.
В октябре 2011 года стал главным тренером кутаисского «Торпедо», завоевал с этой командой бронзовые медали сезона 2011/12 и после 7-летнего перерыва вывел её в еврокубки, на следующий год снова привёл команду к третьему месту.
В ноябре 2013 года Гегучадзе вернулся в «Зестафони» и привёл команду к серебряным медалям чемпионата 2013/14.
Гия Гегучадзе предпочитает играть в атакующий футбол и использовать схему 4-4-2, любит опираться на молодых игроков.

## Достижения
«Зестафони»
- Чемпион Грузии: 2010/11
- Серебряный призёр в чемпионате Грузии: 2013/14
- Бронзовый призёр в чемпионате Грузии: 2009/10
- Обладатель Суперкубка Грузии: 2010/11

«Торпедо»
- Бронзовый призёр в чемпионате Грузии (2): 2011/12, 2012/13